# Kuniyoshi Yasuo

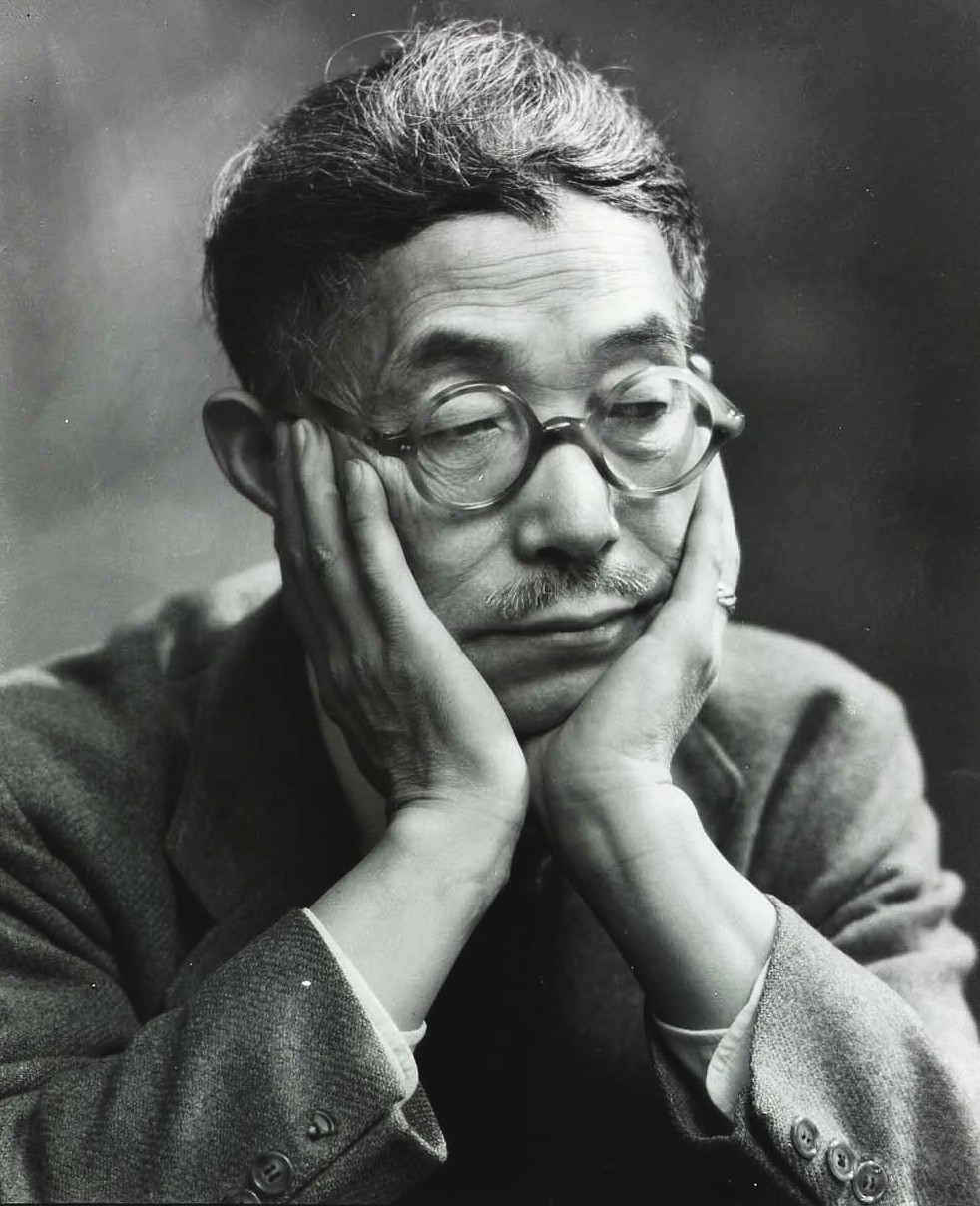
Kuniyoshi Yasuo

Kuniyoshi Yasuo (japanisch 国吉 康雄; * 1. September 1889 in Okayama; † 14. Mai 1953 in New York City) war ein japanischer Maler. Den größten Teil seines Lebens verbrachte er in den USA.

## Leben
Kuniyoshi Yasuo besuchte 1906 in Okayama die Abteilung für Stofffärben der Technische Schule der Präfektur (岡山県立工業学校. Okayama kenritsu kōgyō gakkō), verließ sie jedoch im selben Jahr ohne Abschluss und ging mit 17 in die USA. Er studierte zunächst an der Kunstschule in Los Angeles, ging dann 1910 nach New York City. Dort wurde er Mitglied in der Art Student’s League und studierte weiter.
Kuniyoshi hatte seine erste Ausstellung 1922 in der Daniel Gallery, New York, woraufhin er allmählich bekannt wurde. 1929 wurde er in der Ausstellung „Nineteen Living America Artists“ im Museum of Modern Art gezeigt. Er stellte ab der 30er Jahre regelmäßig aus und gewann eine Reihe von Preisen. 1931 hielt er sich für Ausstellungen in Tokio und Osaka für kurze Zeit in Japan auf.

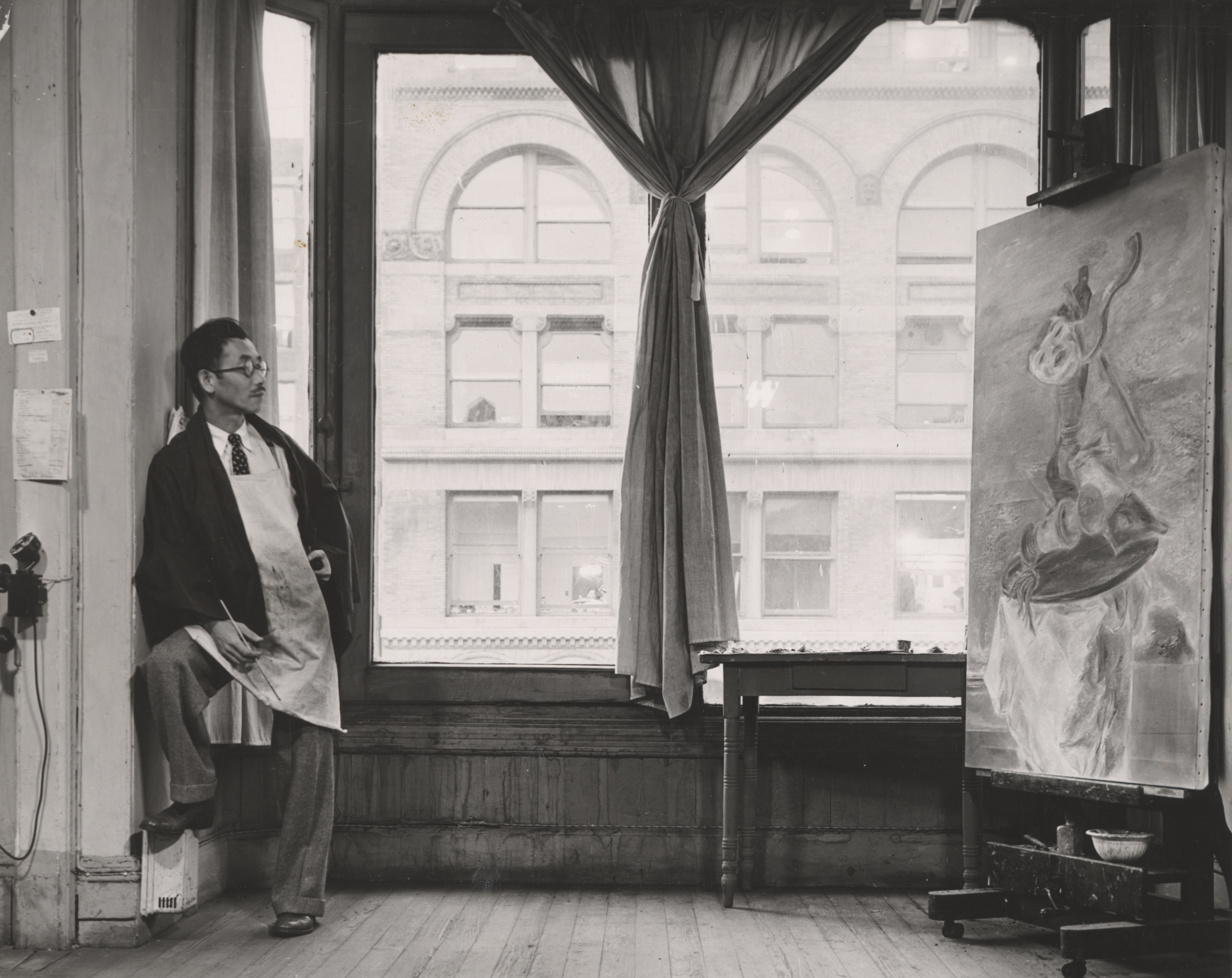
Max Yavno: Yasuo Kuniyoshi in seinem Atelier in New York City, 1940; fotografiert für die Federal Art Project Photographic Division. Kuniyoshi arbeitet an seinem Gemälde Upside Down Table and Mask. Archives of American Art, Smithsonian Institution

Zurück in den USA wurde er Vizepräsident des America Artists’ Congress und erster Präsident der Artists’ Equity Association. Während des Pazifikkriegs wandte er sich öffentlich gegen den japanischen Militarismus und kam trotz japanischer Staatsbürgerschaft ohne interniert zu werden durch die Kriegszeit. 1948 wurde er in einer außergewöhnlich umfangreichen Ausstellung im Whitney Museum of American Art gezeigt. Auf der Biennale in Venedig 1952 war er als einer der Repräsentanten der USA mit Bildern vertreten. Seit 1949 war er Ehrenmitglied der American Academy of Arts and Letters.

## Werk
In seinen frühen Werken zeigt sich ein fantastischer Stil. 1925 und 1938 reiste Kunoyoshi durch Europa, wonach seine Bilder einen realistischeren Ton bekamen. Er malte Frauen, Landschaften und Stillleben, wobei er sein soziales Engagement durchblicken ließ, gemischt mit einem Hauch von Traurigkeit. Später kehrte er zu einem mehr fantastischen Stil zurück.
In Japan gibt es eine bedeutende Sammlung von Werken Kuniyoshis, die der Buchhändler und Unternehmer Fukutake Tetsuhiko (1915–1986) angelegt hat.

## Bilder

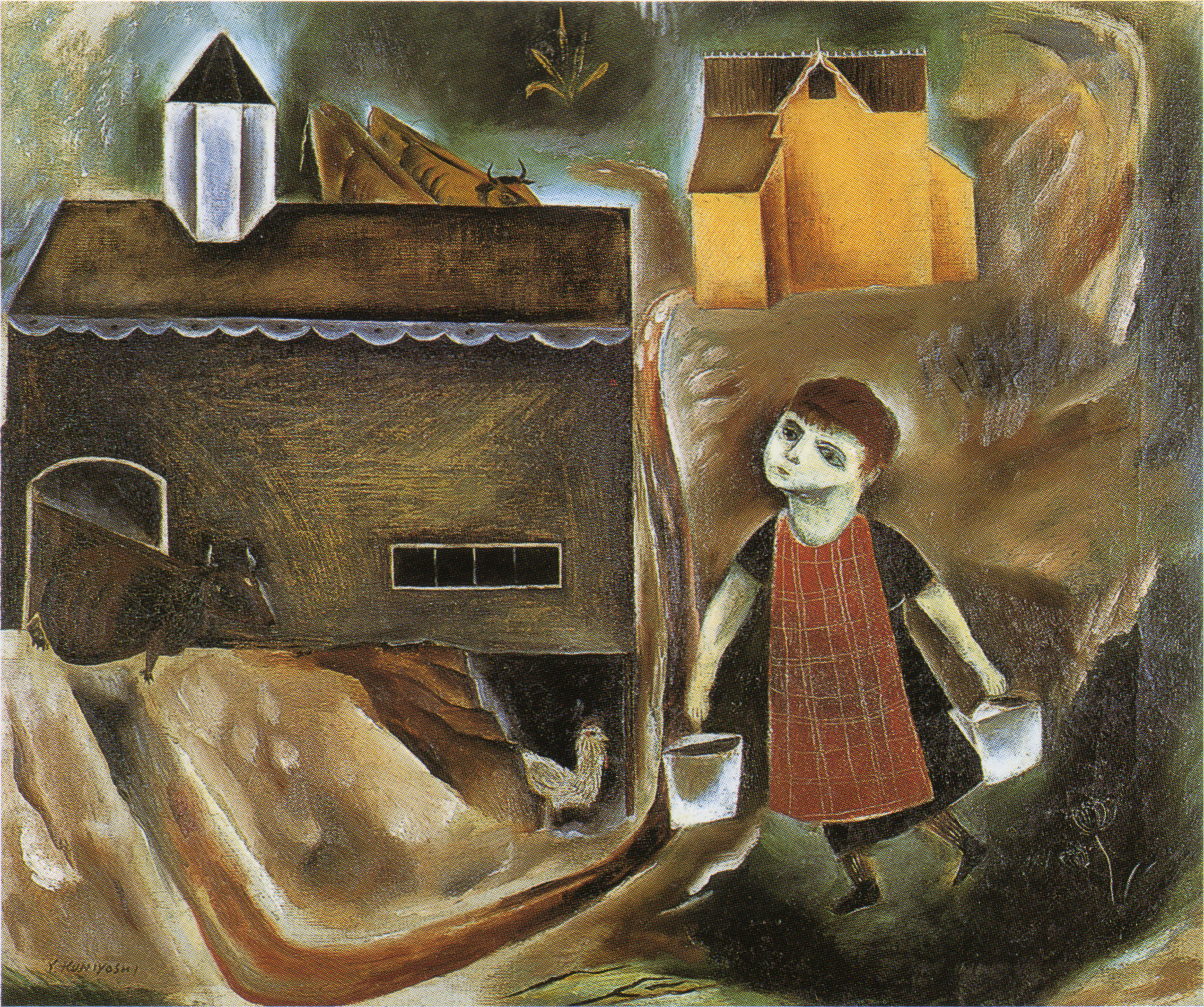
Melkendes Mädchen, 1922
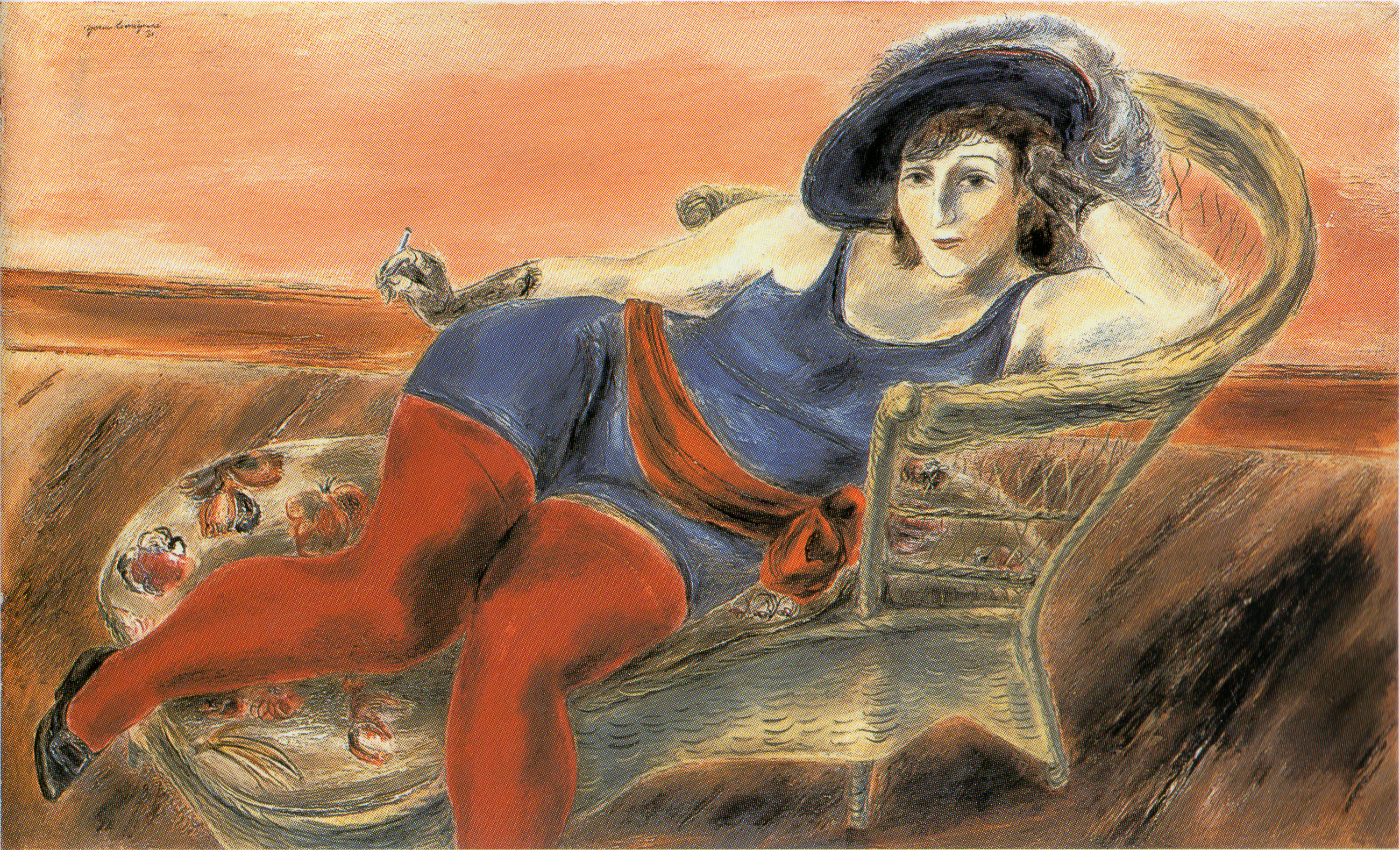
Frau im Zirkus, 1931